# Lutherplatz/Thüringer Bahnhof

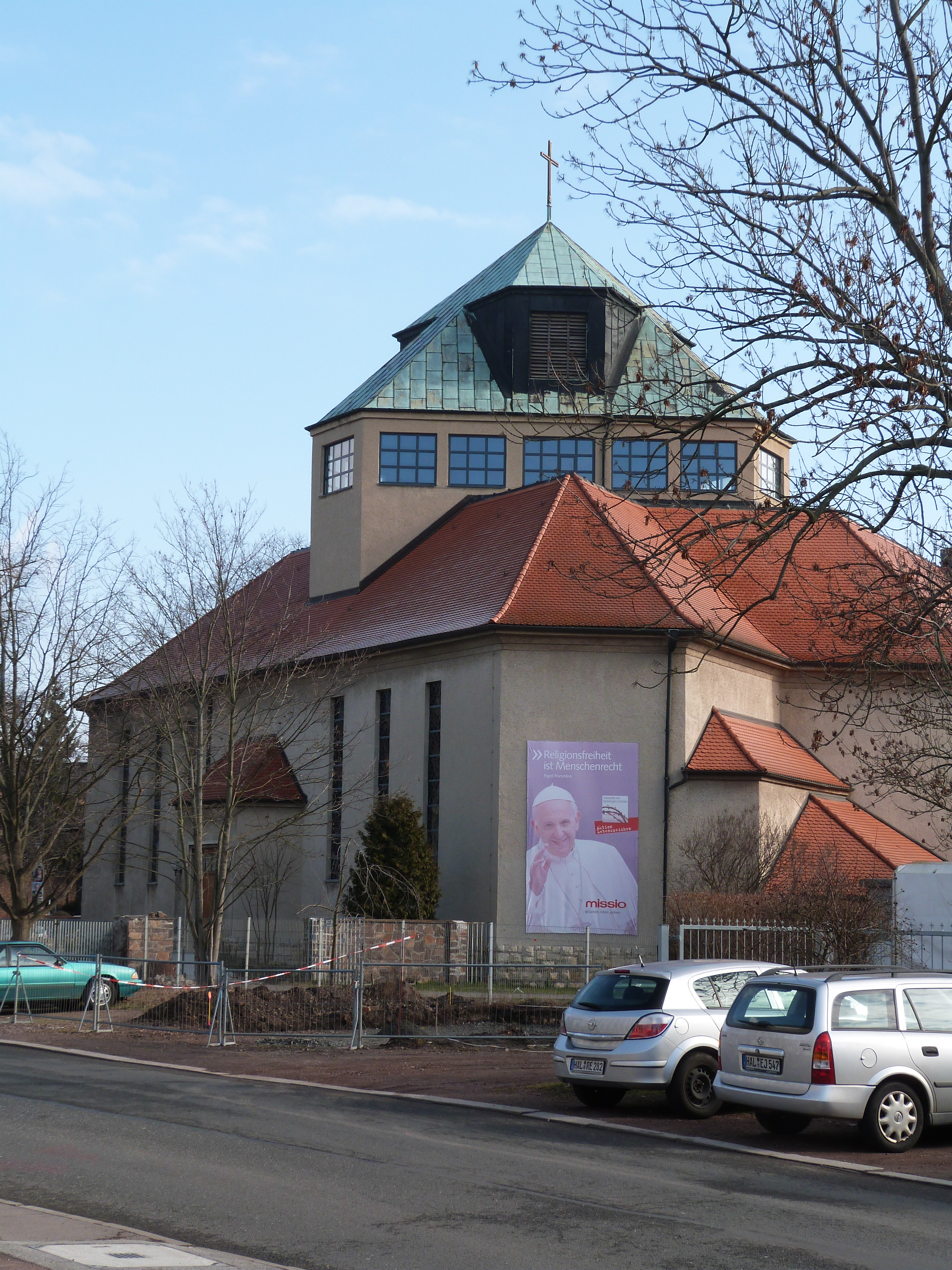
Franziskanerkirche Zur Heiligsten Dreieinigkeit

Lutherplatz/Thüringer Bahnhof ist ein Stadtviertel von Halle (Saale) in Sachsen-Anhalt, Deutschland. In der Stadtgliederung liegt es im Stadtbezirk Süd sowie im Stadtteil Halle.

## Lage
Das Stadtviertel erstreckt sich auf einer Fläche von 1,39 km² in einem Bereich westlich und östlich der Merseburger Straße. Südlich wird es begrenzt in der westlichen Hälfte von der Huttenstraße. Die westliche Grenze ist die Beesener Straße. Im Norden reicht es bis an die Raffineriestraße und im Osten bis an die Bahngleise in Richtung Merseburg.
Die exakte Umrandung lässt sich benennen mit den Straßen Beesener Straße, Huttenstraße, Franz-Heyl-Straße, Roßbachstraße, Heinrich-Franck-Straße, Ernst-Wolfgang-Hübner-Straße, Carl-Wentzel-Straße, Alter Thüringer Bahnhof, Raffineriestraße, Merseburger Straße, Karl-Meseberg-Straße und Otto-Kilian-Straße.
Als zusätzlichen Gebietsnamen innerhalb des Stadtviertels gibt die Stadt das Lutherviertel als sog. Stadtquartier an.
Angrenzende Stadtviertel
- Freiimfelde/Kanenaer Weg im Osten
- Südliche Innenstadt im Norden
- Damaschkestraße im Süden
- Gesundbrunnen im Westen

## Infrastruktur und Geschichte

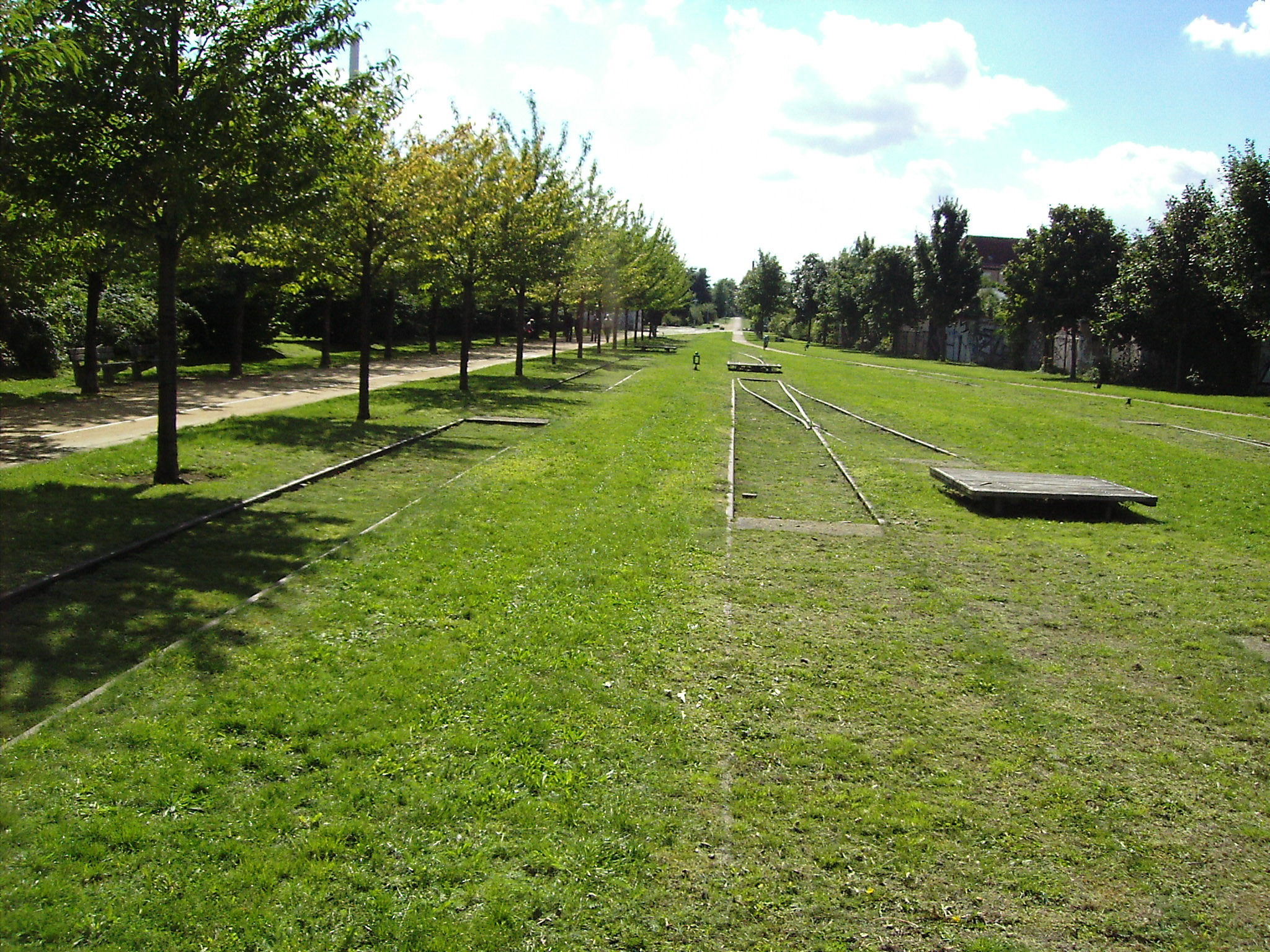
Stadtteilpark Thüringer Bahnhof

Im Westen des Viertels, insbesondere rund um den Lutherplatz, findet man den Siedlungswohnungsbau der 1920er und 1930er Jahre vor. In der Grünanlage im Zentrum des Lutherplatzes steht der Wasserturm Süd, ein 1927/1928 errichtetes Bauwerk der Backsteinarchitektur. Unweit des Wasserturms wurde zwei Jahre später die katholische Franziskanerkirche Zur Heiligsten Dreieinigkeit errichtet, ein Beispiel des experimentellen Kirchenbaus nach dem Ersten Weltkrieg.
Das Viertel war seit Ende des 20. Jahrhunderts auch durch vielfältige Industriearchitektur geprägt. Das sogenannte „Gießerdreieck“, ein Gebiet zwischen Liebenauer Straße und Turmstraße, ehemals Teil der Halleschen Maschinenfabrik, wird seit 2006 mit Einfamilien- und Reihenhäusern bebaut. Südlich des Lutherplatzes zwischen der Turm- und Beesener Straße befindet sich das durch den Neubau eines Ausbildungszentrums erweiterte Betriebsgelände der Firma KSB (ehemals Betriebsgelände der Halleschen Pumpenwerke).
Die ehemaligen großflächigen Industriebauten der Zuckerraffinerie, der Kaffeesurrogatefabrik Heinrich Franck & Söhne, wie auch der Malzfabrik Reinicke & Co. östlich der Merseburger Straße wurden zum großen Teil umgenutzt. Die Firma Dell, ein kommunaler Handwerkerhof, Sport- und Dienstleistungseinrichtungen haben sich hier angesiedelt. Teile der Malzfabrik werden als Wohnungen genutzt.

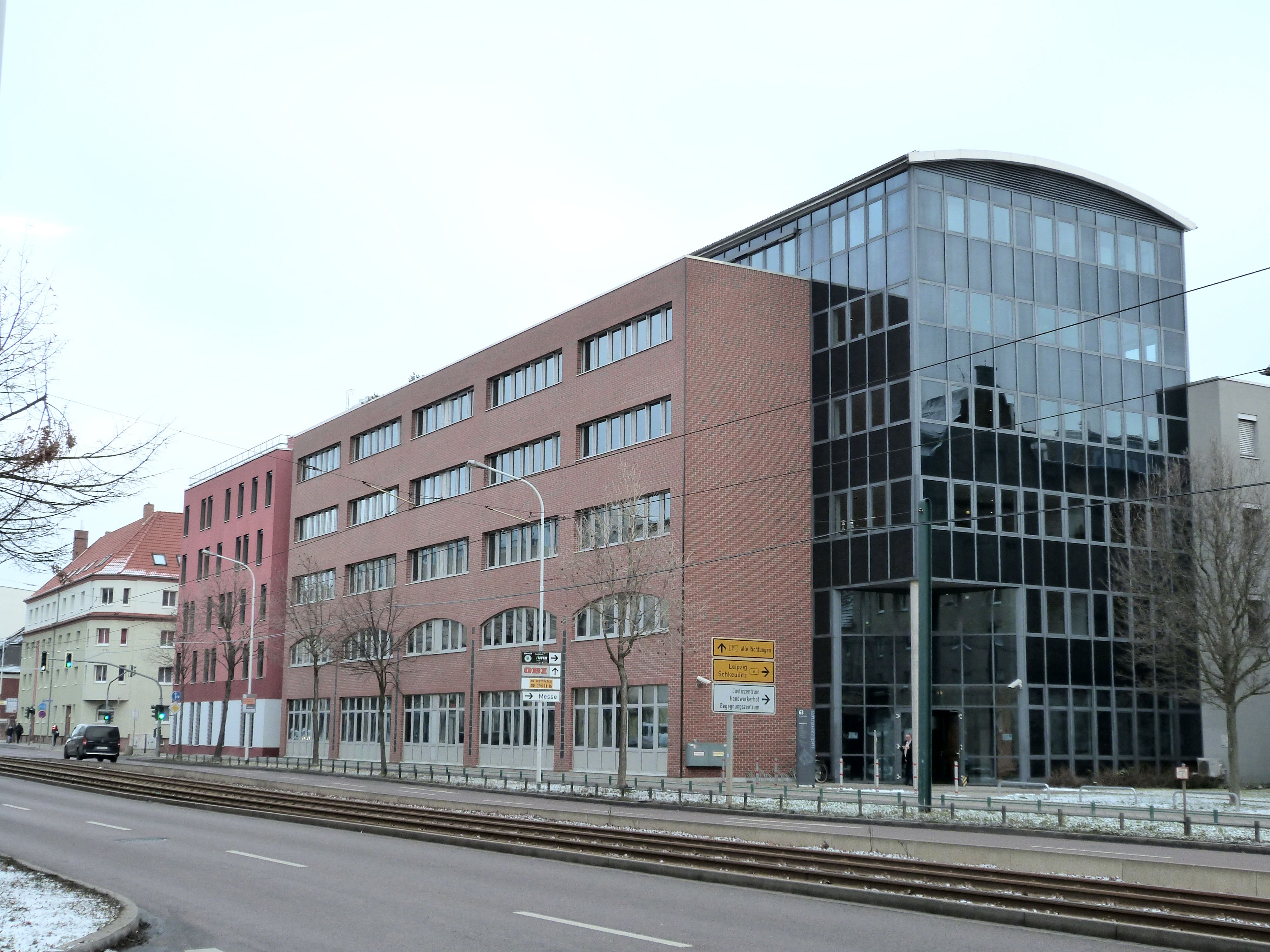
Justizzentrum an der Merseburger Straße

Neben Wohnbebauung aus dem Ende des 19. Jahrhunderts, wie Loests Hof oder den Gründerzeitbauten an der Huttenstraße, findet man im Stadtviertel öffentliche Einrichtungen wie das neu erbaute Justizzentrum. Im Viertel befinden sich die Kooperative Gesamtschule „Ulrich von Hutten“ und fünf Kindereinrichtungen.
Aus dem südlichen Teil des ehemaligen Thüringer Bahnhofs ist ein Stadtteilpark mit Kinderspielplätzen und Sportanlagen entstanden. Er ist Bestandteil der sogenannten Hafenbahntrasse, einem Fuß- und Radweg, der vom Hauptbahnhof zum Sophienhafen führt.
2019 wurde ein ehemaliger Teekontor in der Merseburger Straße saniert und es entstanden 96 hochwertige Wohnungen.
Die Stadt Halle (Saale) plant im Bereich um den ehemaligen Thüringer Bahnhof ein neues Stadtquartier. Durch den sogenannten "Bebauungsplan Nr. 88.3 – "Urbanes Gebiet am Thüringer Bahnhof" " soll das Gebiet gemeinsam mit Investoren entwickelt und im nächsten Jahrzehnt komplett umstrukturiert werden.